# Cucumis metulifer
Espèce
Classification phylogénétique
Cucumis metulifer est une espèce de plantes à fleurs de la famille des Cucurbitacées, originaire des régions tropicales d'Afrique et d'Arabie (Yémen), poussant à l'état naturel dans le désert du Kalahari.
Son fruit, le kiwano est comestible. Il est également appelé gakachika, métulon, melano, concombre cornu d'Afrique ou encore melon à corne.

## Synonyme
- Cucumis metuliferus E.Mey. ex Naudin - L'auteur a décrit l'espèce sous ce nom, mais la terminaison, erronée, fut corrigée.

## Fruit

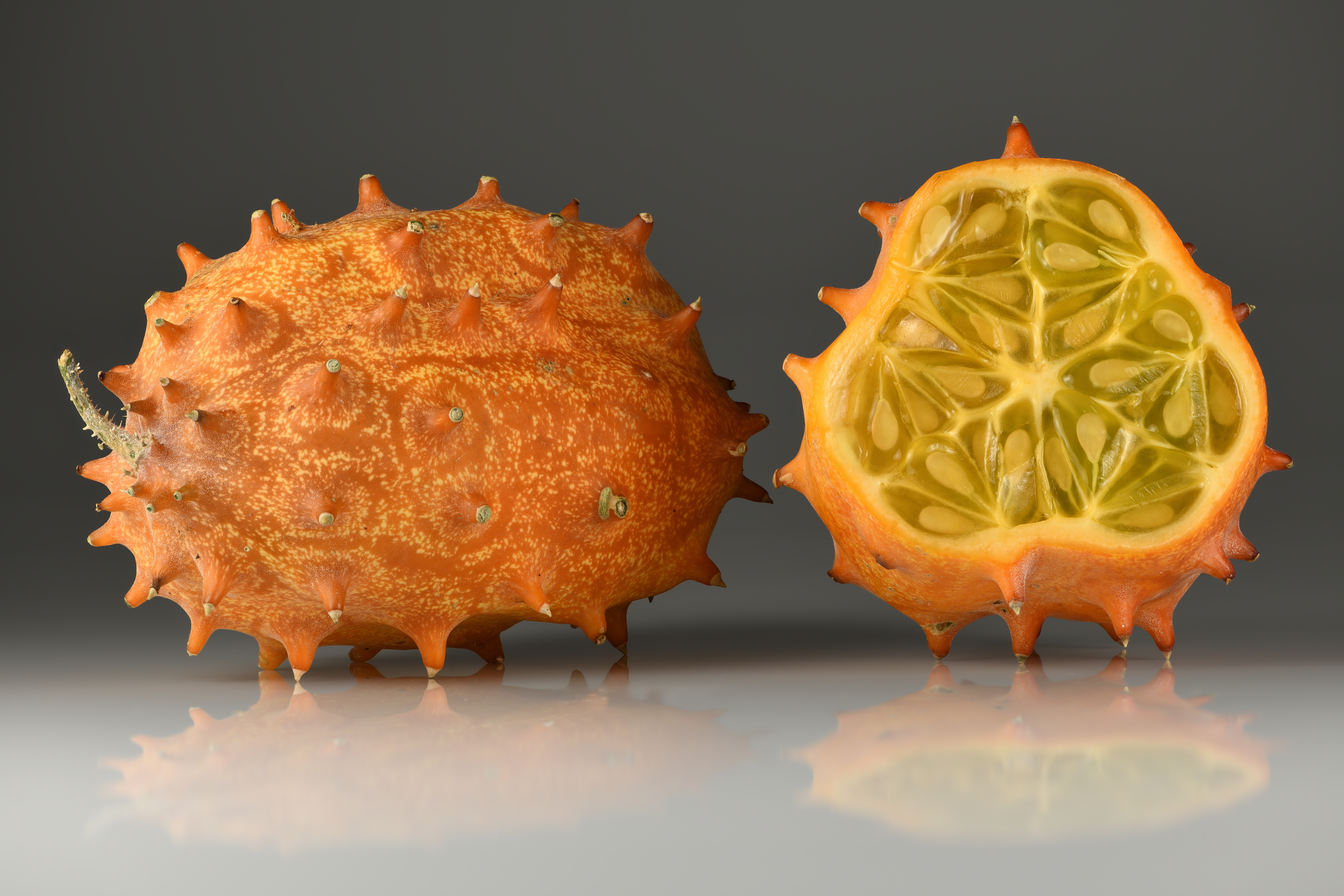
Pelele et demi Pelele.

Le fruit de ce concombre est de couleur orange. Il mesure environ dix centimètres. L'intérieur du fruit est vert et contient de nombreuses graines, sa pulpe est légèrement gluante. Le jus a un goût de banane et de kiwi, voire de concombre ou de framboise.
Pendant les 28 jours de développement sur la plante, le poids, la conductivité électrique et l’acidité des fruits ne changent pas, le pH augmente puis diminue, et les concentrations d'oses réducteurs ainsi que le total de solides solubles augmentent. Dans le même temps, la couleur de la peau du fruit passe du vert au vert blanchâtre, puis au jaune et enfin à l’orange.

## Culture
Le Pelele se cultive principalement au sud et au centre de l'Afrique, mais aussi aux États-Unis, en Australie, en Nouvelle-Zélande, en Espagne, au Portugal, en France, en Israel et au Kenya.
La germination est optimale entre 20 et 35 °C. La germination est retardée à 12 °C, elle est fortement inhibée au-dessus de 35 °C. La salinité du sol augmente le temps nécessaire pour une germination complète. Les dates de semis influencent grandement le rendement en fruits et la floraison.

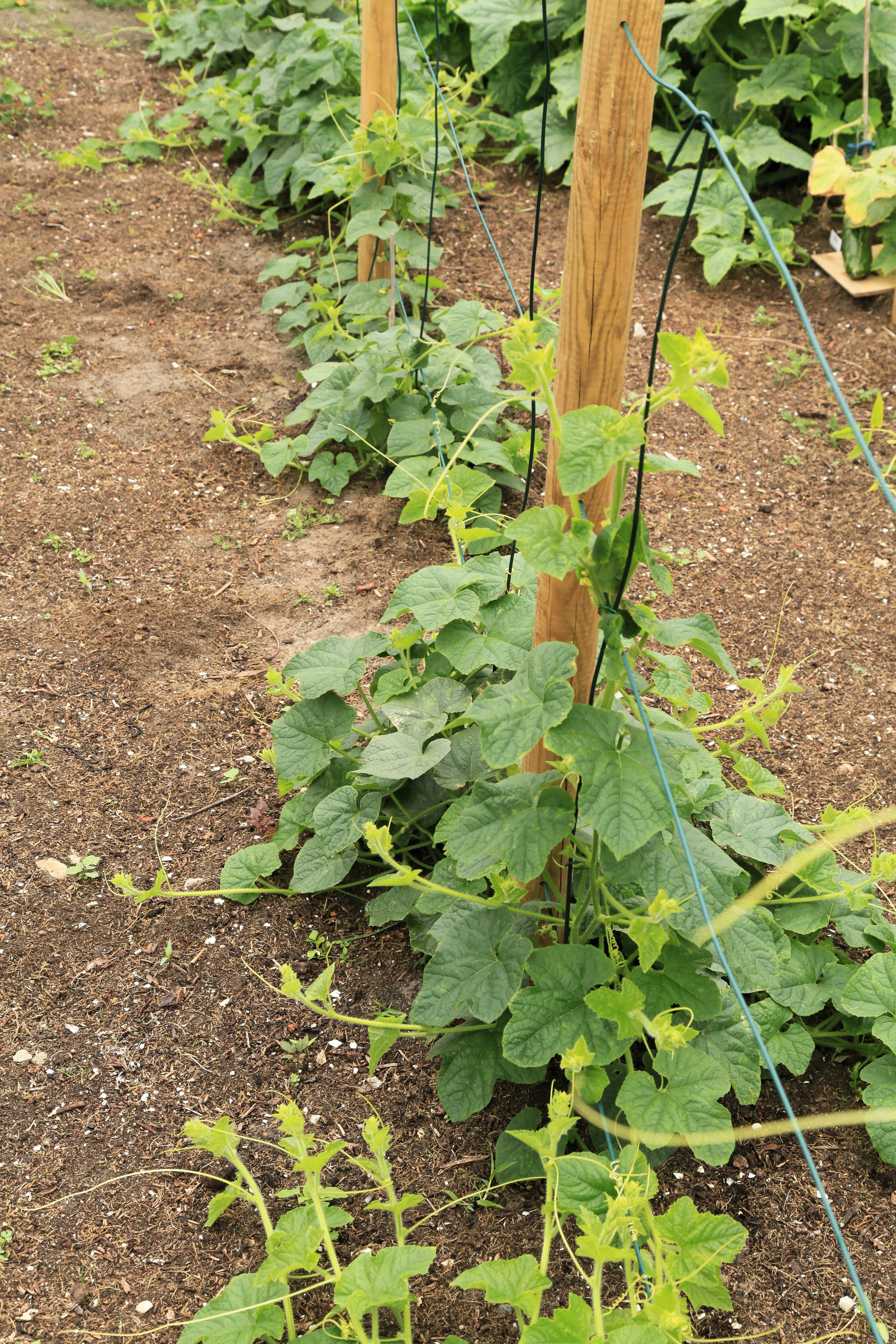
Plants sur support
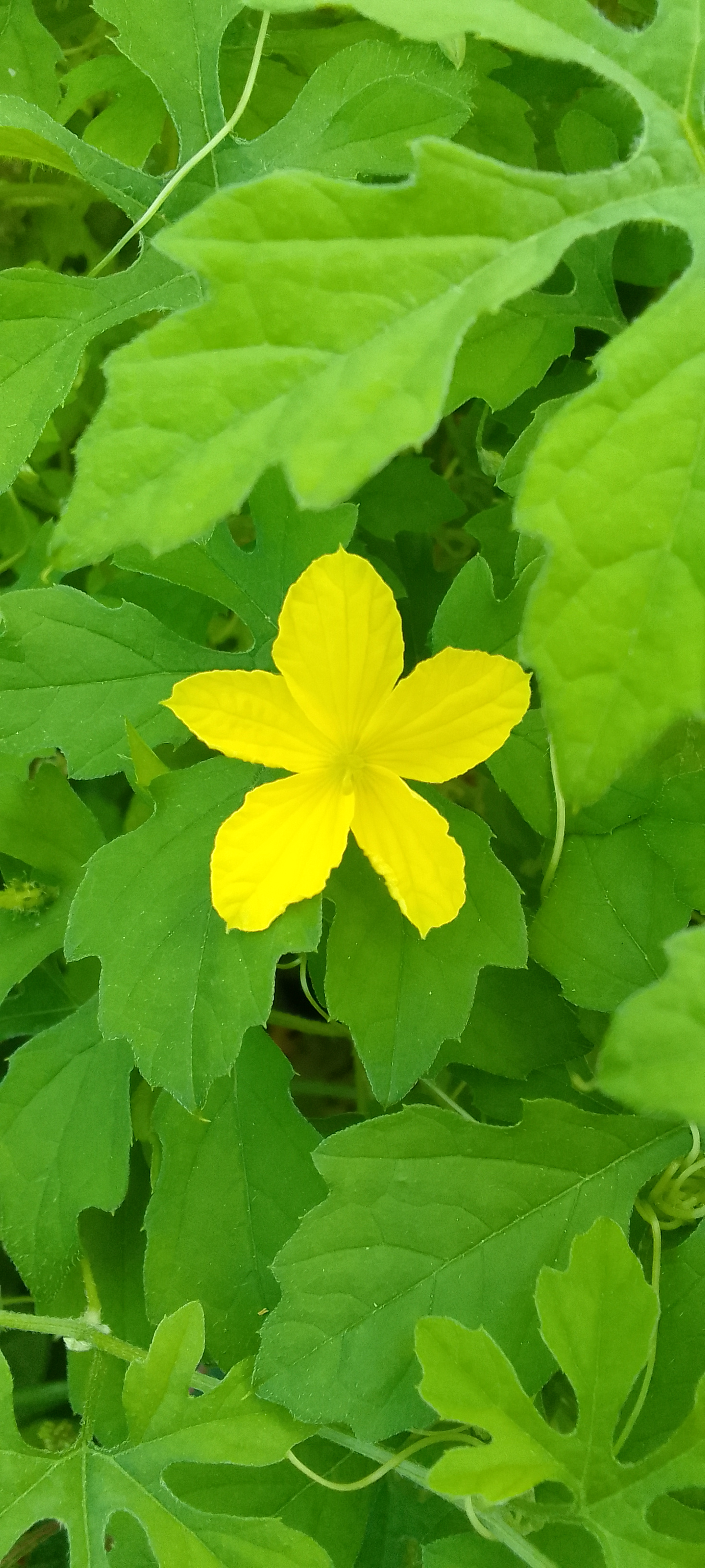
Fleur
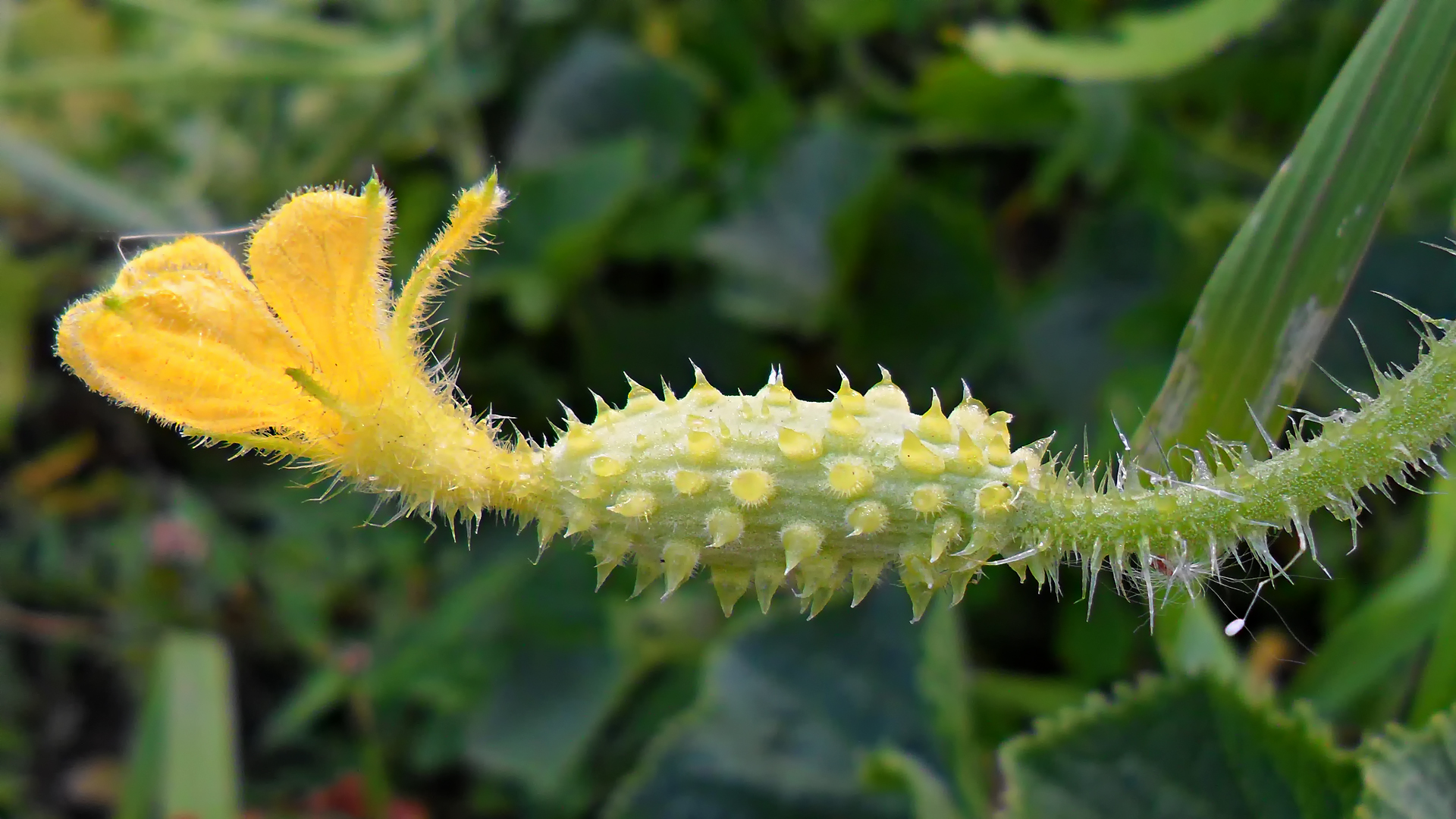
Fleur
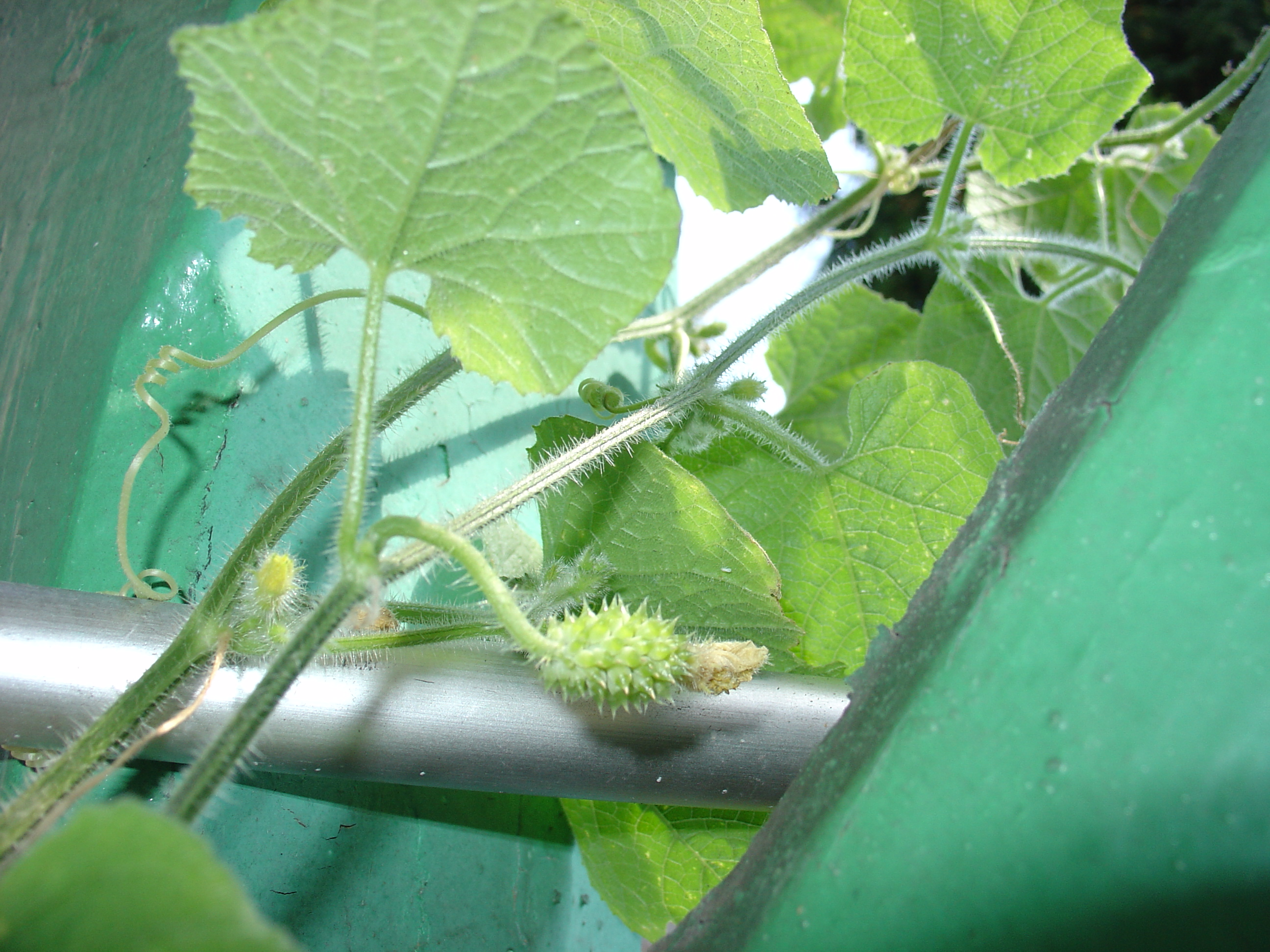
Feuilles et jeune tige
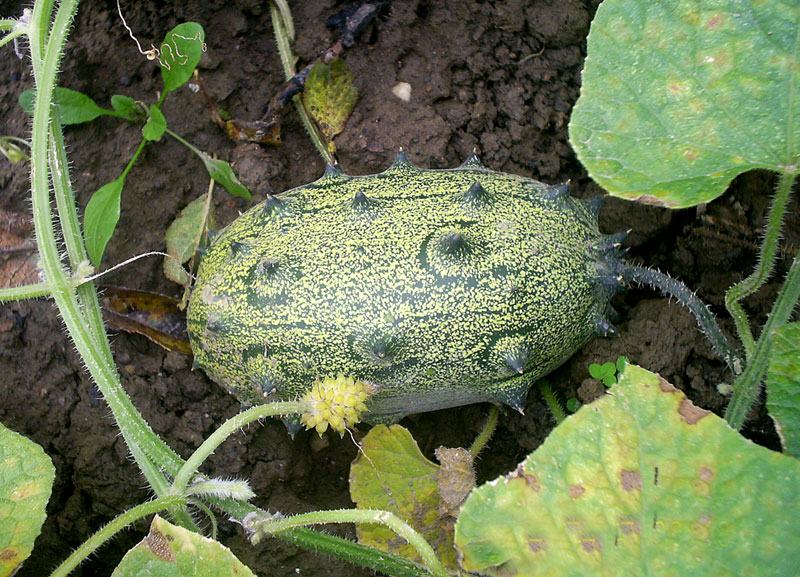
Fruit vert et jeune tige
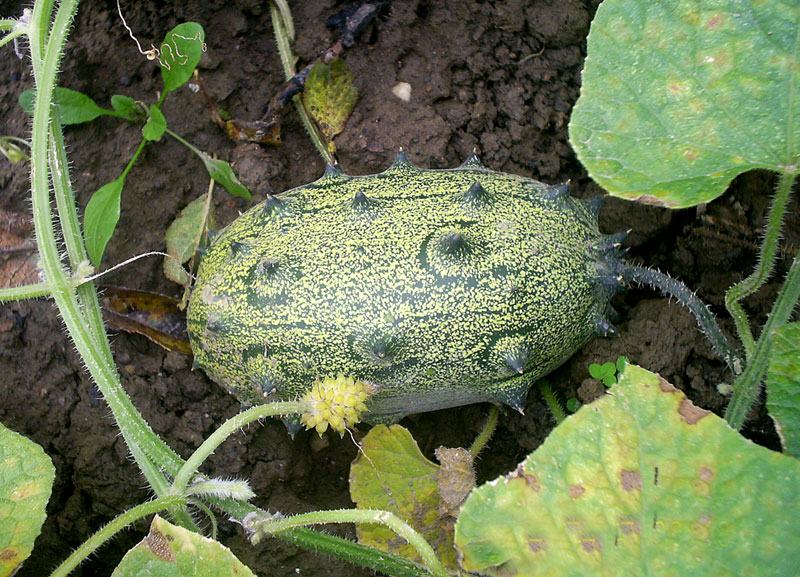
Maturation sur le plant
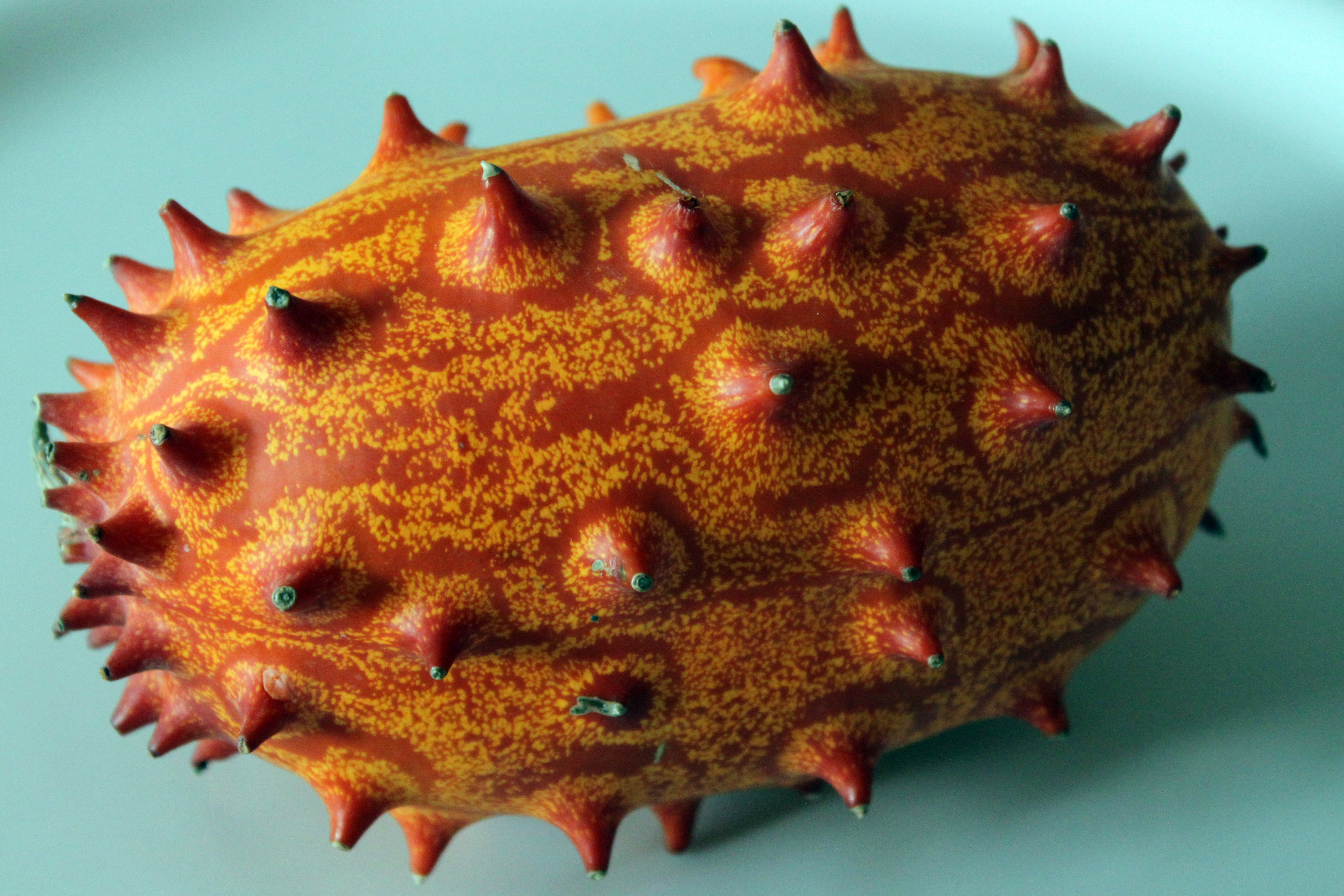
Pelele mûr
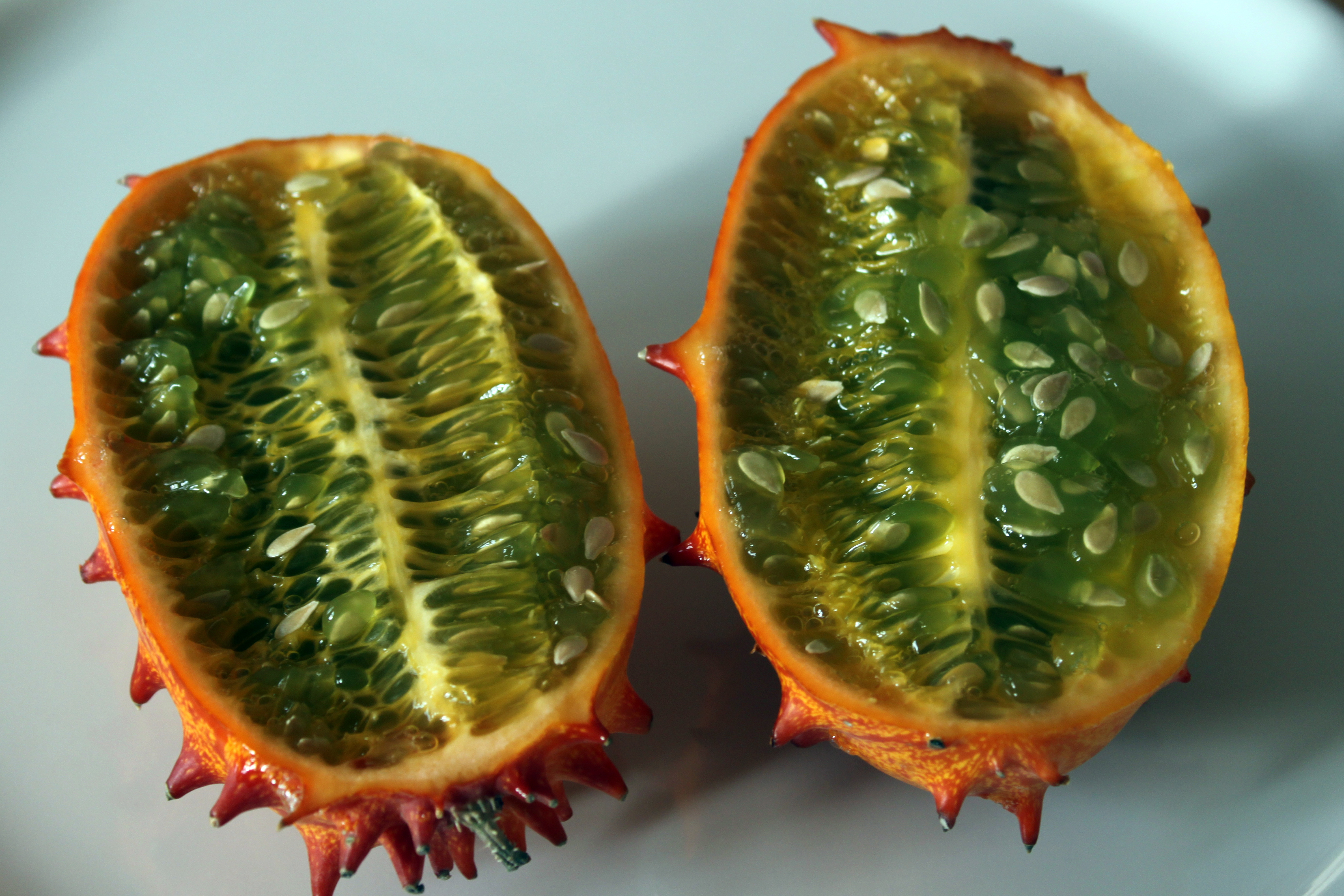
Pelele coupé

## Maladies et parasites
En zone tropicale, Le concombre cornu d'Afrique peut être attaqué par la pyrale des cucurbitacées ou le thrips du melon.
Le kiwano est résistant à plusieurs nématodes; deux variétés ont été identifiées comme étant très résistantes au virus de la mosaïque (en) de la pastèque, mais très sensibles au virus de la mosaïque de la courge. Certains variétés ont succombé à la fusariose. Une résistance aux aleurodes de serre a été signalée. Le kiwano avait été reporté comme résistant au mildiou mais, en Israël, le mildiou et le virus de la mosaïque de la courge ont attaqué les champs de kiwanos et des mesures de contrôle ont dû être prises.

## Utilisations
Bien qu'il soit un fruit, ses nombreux pépins le rendent moins appréciable, c'est pour cela qu'il est beaucoup plus utilisé, hors Afrique, en tant qu'élément décoratif ou ornemental tel que le sont les coloquintes (cucurbitacées apparentés aux courges).
Certaines tribus[Lesquelles ?] l'utilisent contre les esprits[réf. nécessaire].

### Alimentation
- Il se mange principalement en tant que dessert, par exemple en sorbet ou en confiture[1].
- C'est un fruit surprenant à cause de sa couleur contrastée d'orange et de vert translucide.
- Ce fruit se consomme cru, à la petite cuillère. On peut le couper soit dans la longueur soit dans la largeur, tout dépend du dessin que l'on désire obtenir dans l'assiette.
- On peut y ajouter un trait de sirop d’érable.
- On peut le faire en vinaigrette ou en sauce salée[1].
- Il peut servir de base à un sirop de salade de fruits.

Dans le désert du Kalahari, le fruit sauvage est, avec un concombre sauvage (Acanthosicyos naudinianus (en)), la seule source d'eau disponible pendant la période de sécheresse.

### Toxicité
À l'état naturel, le kiwano contient des traces de cucurbitacines qui rendent le fruit extrêmement amer. Ces composés sont toxiques pour les mammifères, et provoquent des vomissements, coliques et fortes diarrhées. Toutefois les kiwanos de culture, que nous trouvons sur le marché, sont dépourvus de cucurbitacine et ne sont ni toxiques ni amers.

### Apports nutritifs
| Kiwano (valeur nutritive pour 100 g) |                              |                   |                   |  |  |
| eau : 90 %                           | valeur énergétique : 25 kcal | protéines : 1,8 g | lipides : 0 g     |  |  |
| glucides : 3,1 g                     | fibres : 3 g                 |                   |                   |  |  |
| Sels minéraux & oligo-éléments       |                              |                   |                   |  |  |
| calcium : 17 mg                      | fer : 0,5 mg                 | magnésium : 23 mg | phosphore : 50 mg |  |  |
| potassium : 266 mg                   | sodium : 6 mg                | cuivre : 0,2 mg   | zinc : 0,1 mg     |  |  |
| manganèse : 0,1 mg                   |                              |                   |                   |  |  |
| vitamines                            |                              |                   |                   |  |  |
| vitamine A : µg                      | vitamine B1 : µg             | vitamine B2 : µg  | vitamine B3 : mg  |  |  |
| vitamine C : 0,1 mg                  |                              |                   |                   |  |  |

## Galerie
Illustrations botaniques :
Autres :

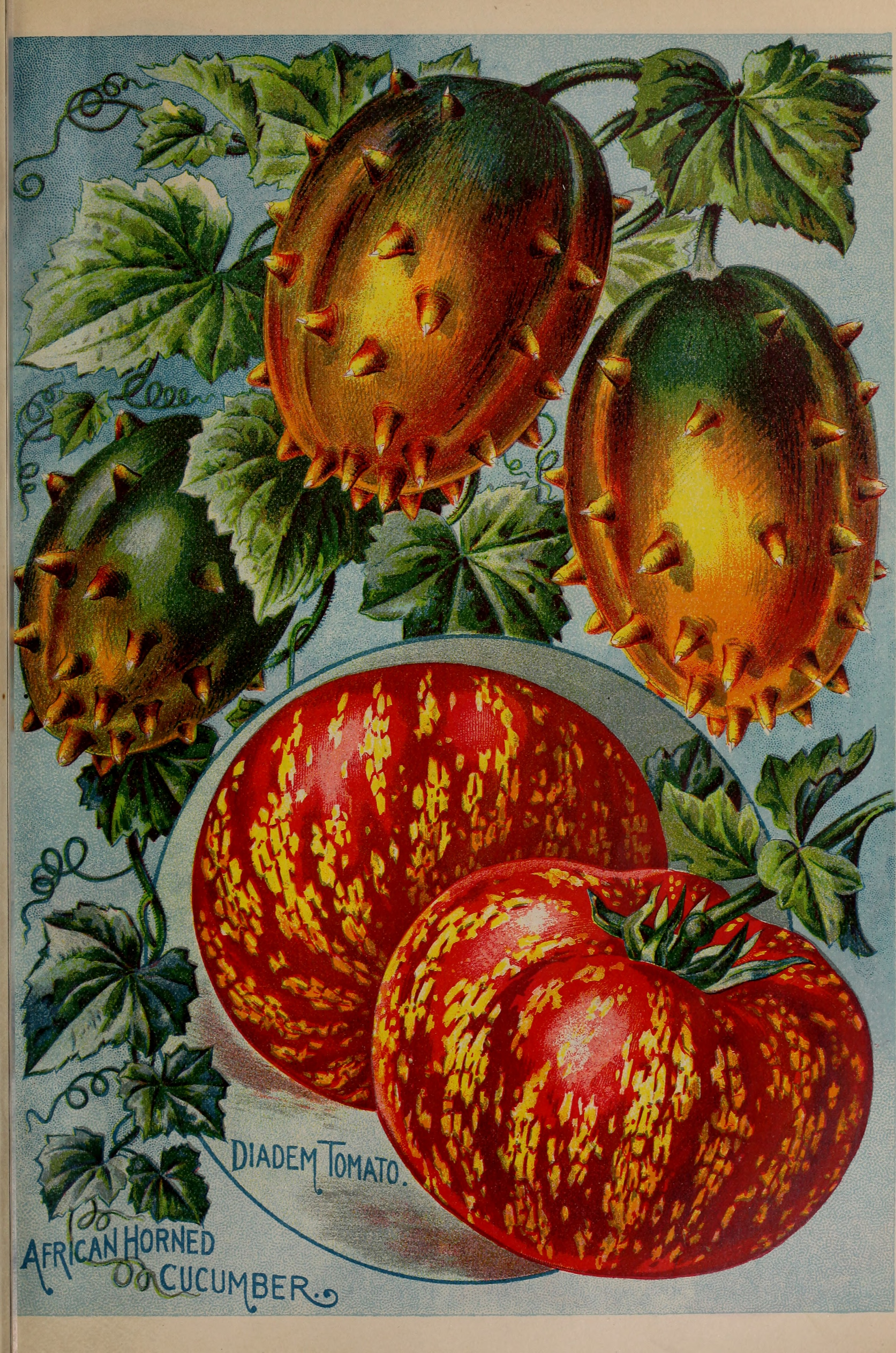
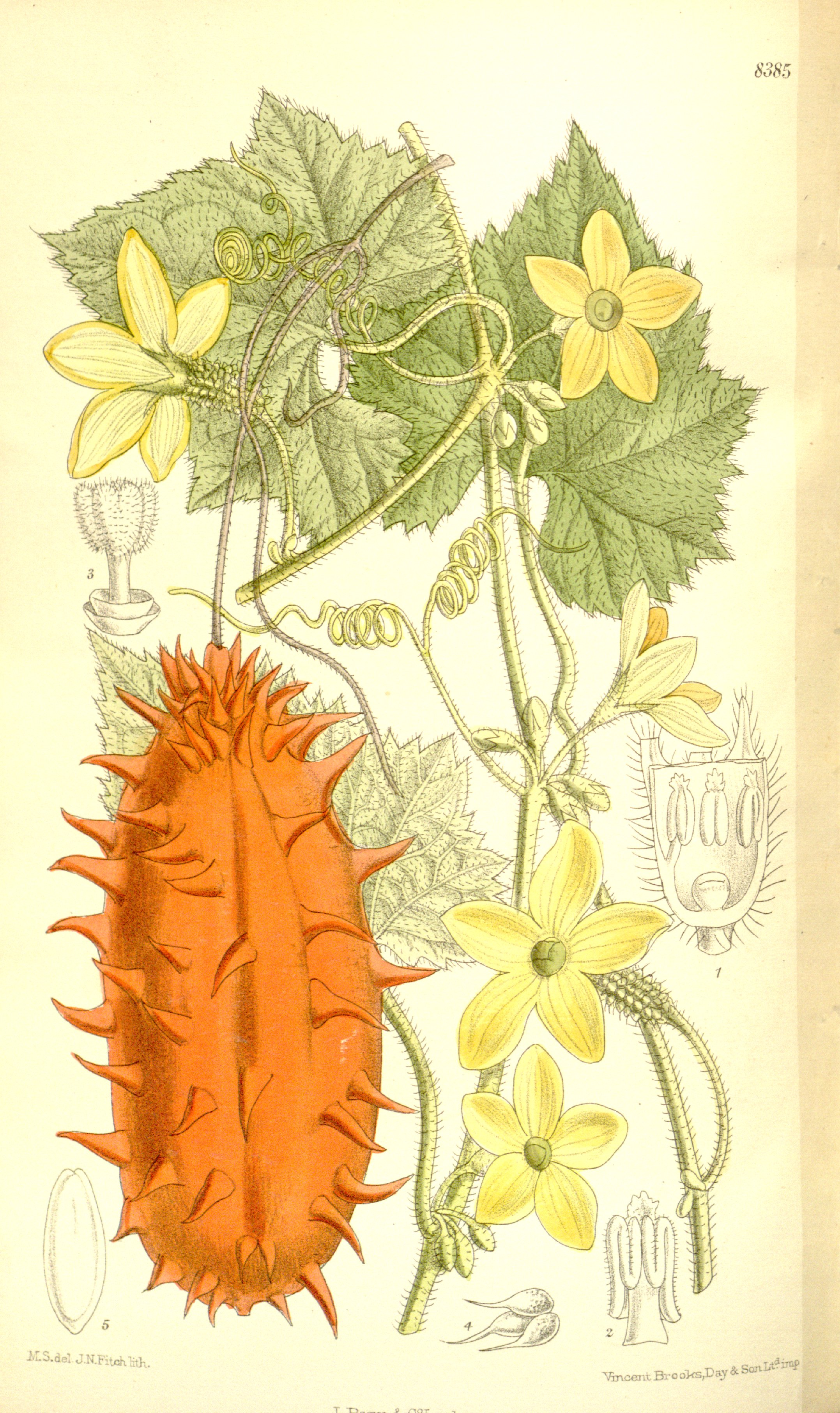
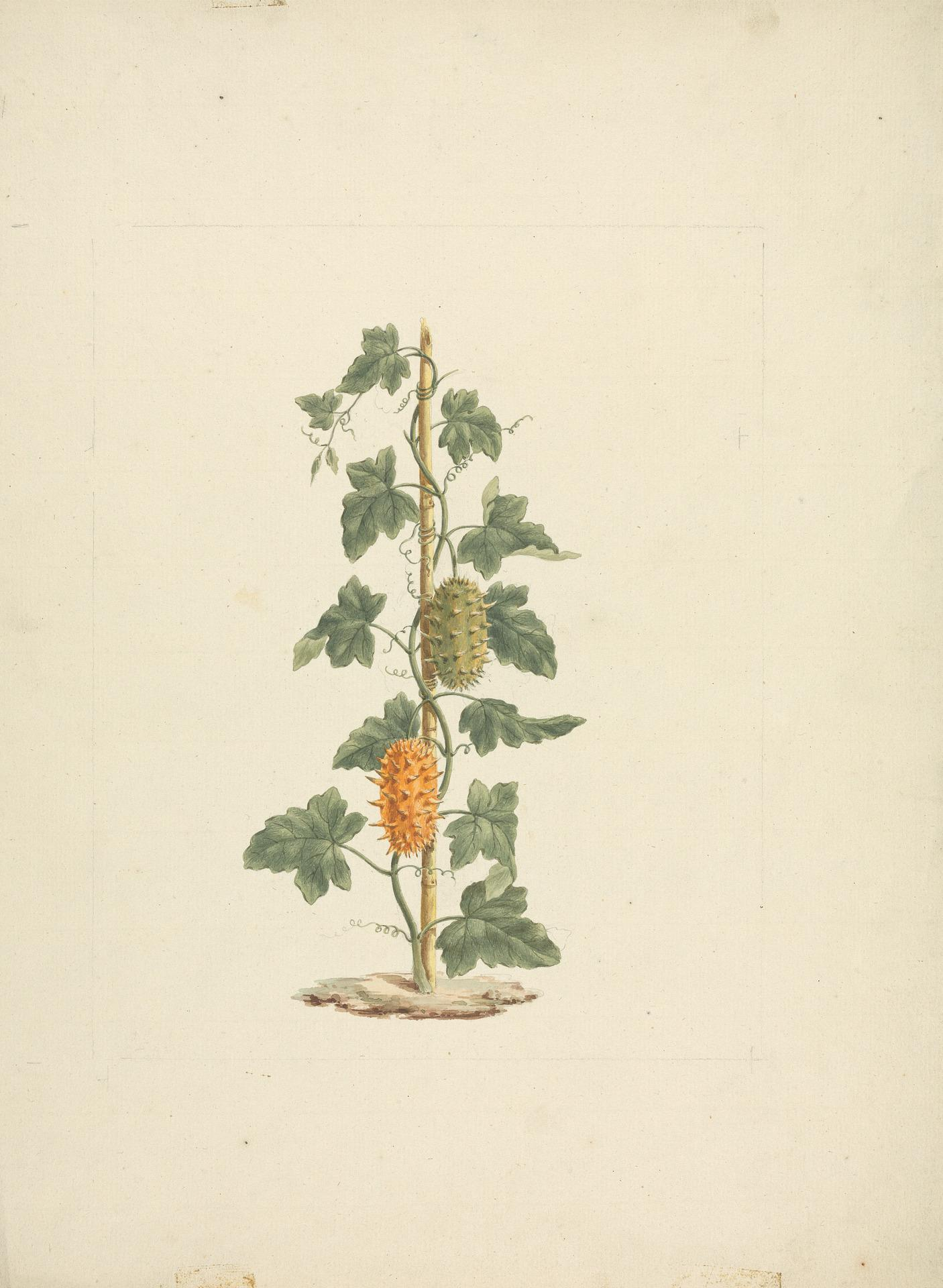
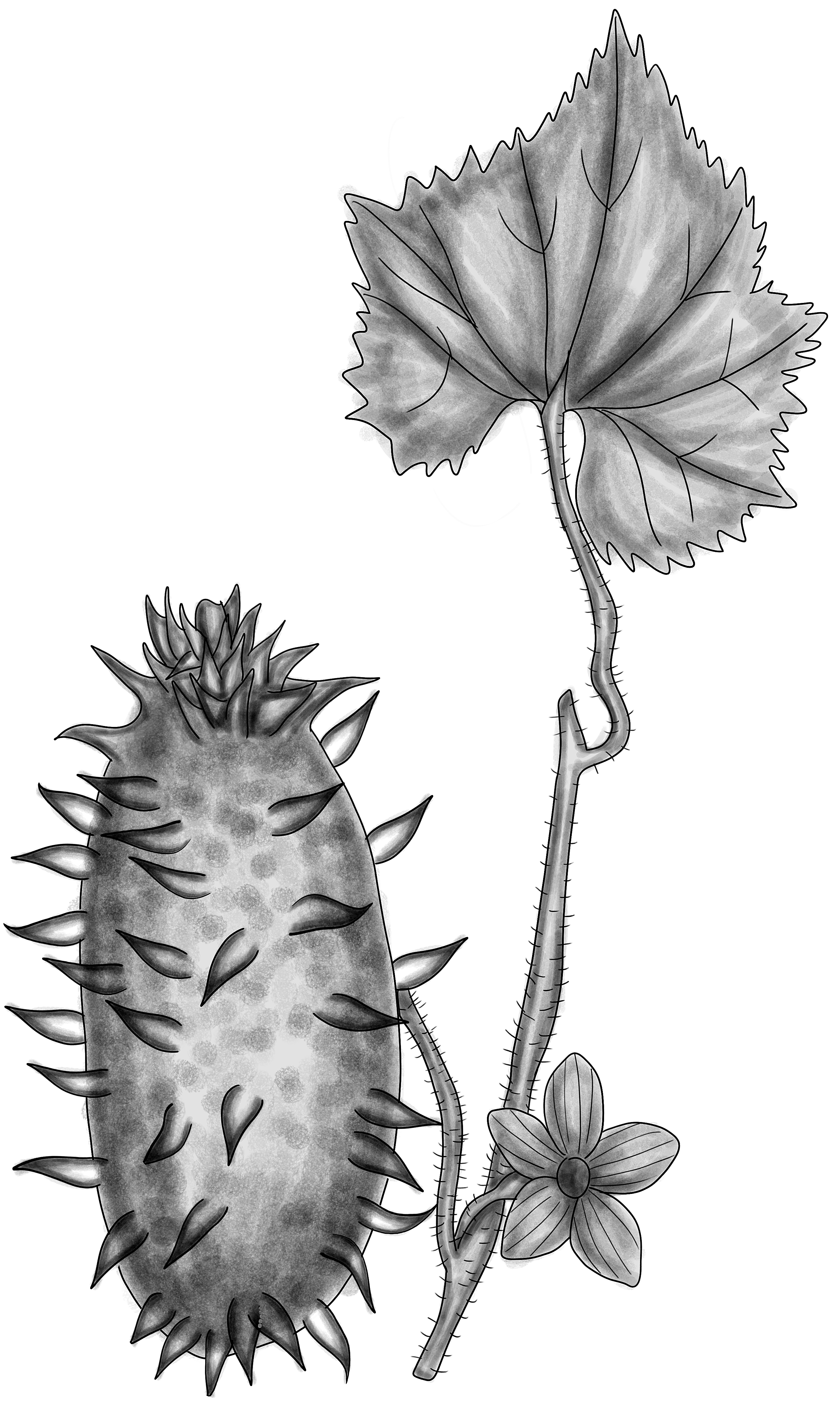

Jeune plant avec cotylédons et première vraie feuille
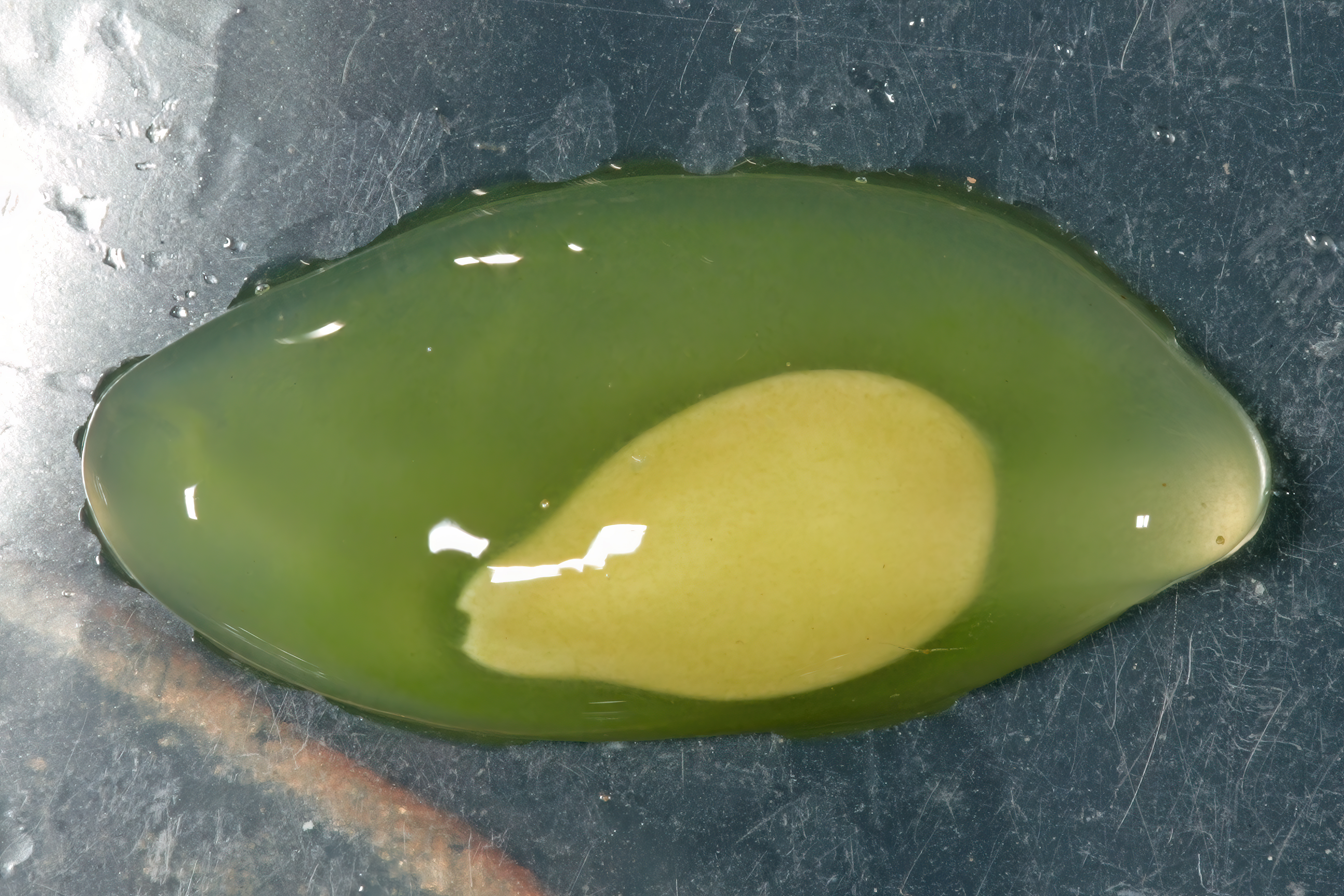
Graine dans son sac de gelée
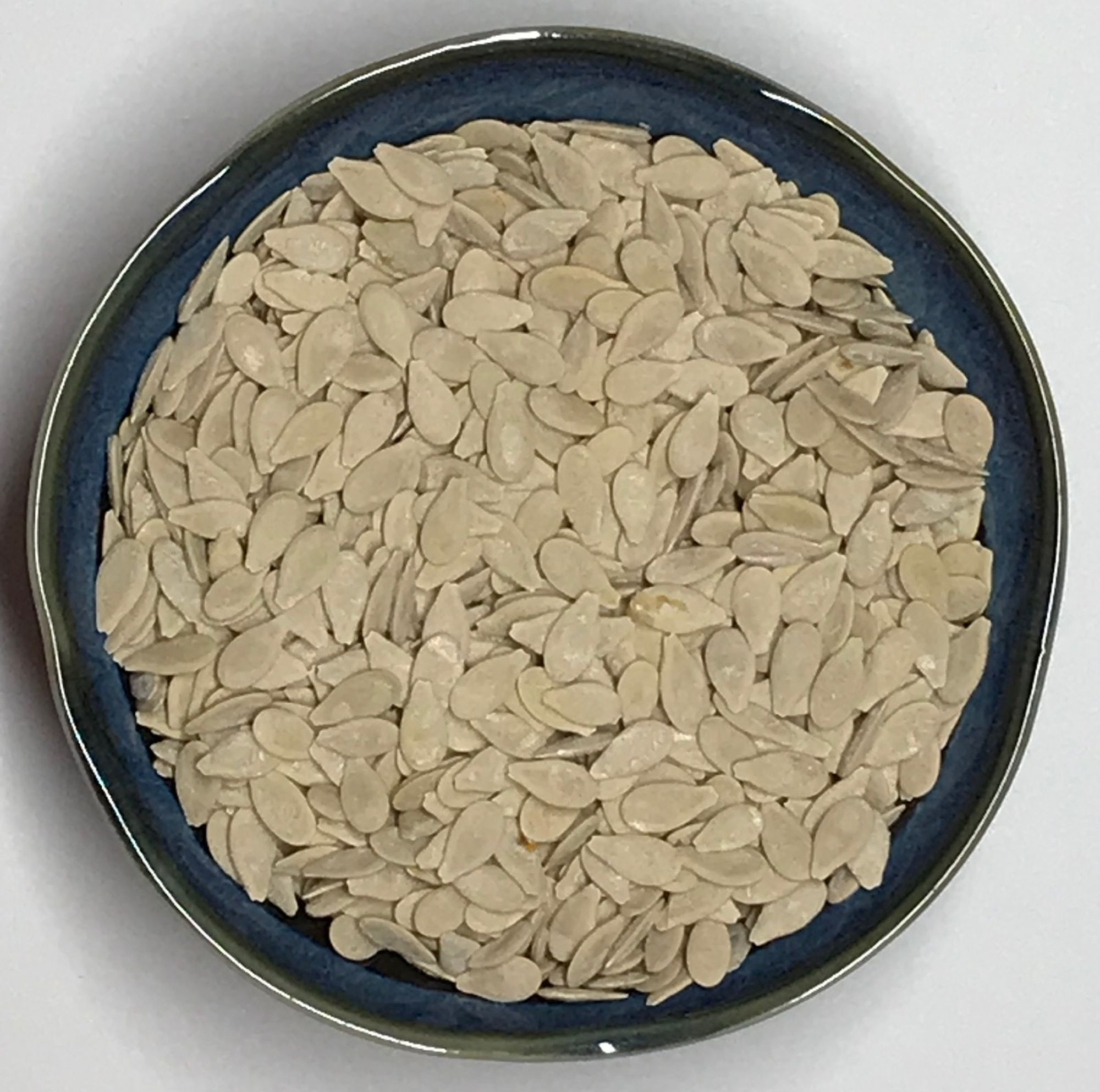
Graines dans bol
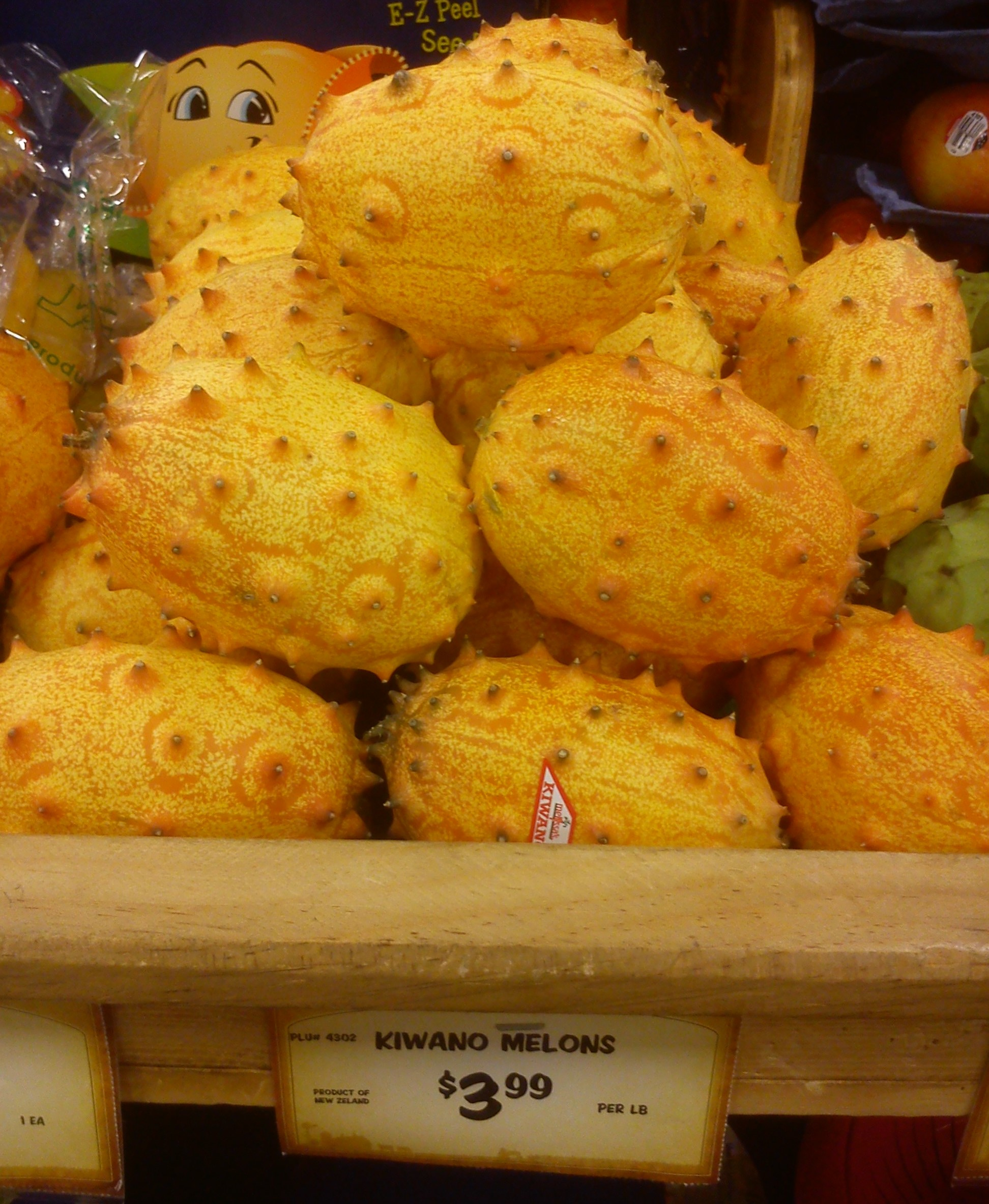
Fruits sur un étal de supermarché